# 5W
Cinco W (5W, também conhecido como 5W1H, 5W2H, e 5W-2H-1R) é um acrônimo em inglês que representa as principais perguntas que devem ser feitas e respondidas ao investigar e relatar um fato ou situação:
- Who? (Quem?)
- What? (O quê?)
- Where? (Onde?)
- When? (Quando?)
- Why? (Por quê?)

Perguntas adicionais incluem:
- How? (Como?)
- How Much? (Quanto?)
- Results? (Resultados?)

Algumas destas perguntas são consideradas perguntas abertas, porque não podem ser respondidas de forma simples, com apenas um sim ou não, ou fornecendo exatamente uma resposta restrita simples, exigindo que a pessoa que responde use seu conhecimento e seja mais abrangente.[carece de fontes?]
É aplicável a várias atividades profissionais, como o jornalismo, a análise de sistemas, o setor de eventos, a administração , as vendas, o marketing, sistema pedagógico de organização, etc.

## Origem
A origem destas perguntas vem do estudo da ética e, mais tarde, da retórica. Elas foram chamadas por Aristóteles das sete circunstâncias. Em latim as perguntas eram: quis, quid, quando, ubi, cur, quem da modum e quibus adminiculis. Esta perguntas podem ser livremente traduzidas para: quem, o que, quando, onde, por que , como e por que meios. 

## Outras perguntas
Tendo em vista a grande utilização das perguntas para investigar vários tipos de assuntos, outras perguntas podem ser feitas, o que gerou acrônimos como 5W2H, 6WH e outras variações. Uma lista bastante completa de perguntas adicionais é a seguinte:
- Wins? (Condições de sucesso?)
- Whom? (Quem? como objeto)
- Whose? (De quem? como possuidor)
- What kind of? (Que tipos?)
- Which? (Quais? entre uma lista)
- How much? (Por quanto? no sentido financeiro, ou ainda no sentido de quantidade inumerável)
- How many? (Quantos?)
- How far? (Qual a distância?)
- How long? (Por quanto tempo?
- How often? (Com que frequência?)

## Jornalismo
De uma maneira geral, a primeira parte de um artigo jornalístico, conhecida como lide, deve responder a: o quê (a ação), quem (o agente), quando (o tempo), onde (o lugar), como (o modo) e por que (o motivo) se deu o acontecimento central da história. No caso de não conseguir colocar todas as informações no início, o jornalista tem a opção de colocar o restante no sublead que representa o segundo parágrafo do assunto noticiado. 